# 백광조
백광조(白光祖, 1602년 ~ 1677년)는 조선 중기의 무장. 자 경렬(慶烈). 관 태인. 의주 츨신이다.

## 생애
거이(居易)의 아들이고, 호성공신 통훈 증호참(扈聖功臣 通訓 贈戶參) 용서(龍瑞)의 손자다. 첨절제사 광종(光宗)의 종제(從弟)다.
평안도 의주에서 출생하였으며 지난날 한때 경기도 수원에서 잠시 유아기를 보낸 적이 있는 그는 용략(勇略)이 과인(過人)하고 강개(慷慨)함이 대범(大凡)하였다. 무예가 탁월하여 17세에 무과에 급제, 1627년(인조 5) 정묘호란을 맞아 종형 광종(光宗)과 함께 의주 용골산성(龍骨山城)에서 후금군을 무찔렀고, 1630년 단도(椴島)의 유흥치(劉興治)가 의주를 침공할 때 이를 토평(討平)하여 이름을 관서(關西)에 떨치고 수문장이 되었다. 1636년 병자호란 때에도 백마산성(白馬山城)을 지켰는데 공을 세워 훈련원 주부가 되었다.
1639년 초선장사(抄選壯士)로 사신을 따라 심양(瀋陽)에 가서 사은(私銀)을 털어 포로로 잡혀간 남녀들을 속환(贖還)시켰다. 1641년 청나라 사신이 도성에 들어와서 몰래 미녀들을 사들였는데 조정이 모른 채 하고 연로(沿路)의 각 군(郡)들이 손을 놓고 있었다. 일행이 포구에 닿자 공이 장검을 빼어 들고 객관에 뛰어들어 미녀들을 구출해내었는데 청나라 사신이 격노하여 돌아갔다.
조정에서 이를 듣고 통정(通政)에, 다시 방산만호(方山萬戶)를 제수하였다. 1643년에 창주진병마첨절제사(昌州鎭兵馬僉節制使)가 되어 굶주린 백성들들 구제하고 병기를 개조하였다. 순무사가 이를 듣고 조정에 포계(褒啓)하니 벽단첨절제사(碧團僉節制使)를 제수하였다. 또 관사를 개수하고 군기를 새로 만드니 병영에서 다시 포개하여 1650년 선사진첨절제사(宣沙鎭僉節制使)를 제수하였다. 선치(善治)한 공적이 있어 방백(方伯)이 또 포개하니 1654년에 아이진첨절제사(阿耳鎭僉節制使)에 제수되고, 1659년에 미곶진병마첨절제사(彌串鎭兵馬僉節制使)를 지냈다.
가선(嘉善, 종2품)이 되고, 1677년(숙종 3)에 졸(卒)하니 향년 76세다.

## 가족관계
- 조부 : 용서(龍瑞, 1556년 ~ ? ) 호성공신 통훈 증호참(扈聖功臣 通訓 贈戶參)
  - 백부 : 거간(居簡, 1574년 ~ ? ) 군자감정 선무공신 증 공의
    - 종형 : 광종(光宗, 1591년 ~ 1671년) 아이첨사(阿耳僉使) 증 공의(工議)
    - 종형수 : 안동 장씨(安東張氏) 호성공신(扈聖功臣) 지원(志遠)의 女
    - 종형수 : 신천 강씨(信川康氏) 가선(嘉善) 영걸(永傑)의 女
      - 종질 : 수엽(琇燁, 1612년 ~ ? )
      - 종질 : 경엽(璟燁, 1614년 ~ ? ) 通政
      - 종질 : 선엽(璇燁, 1632년 ~ 1697년) 위원군수(渭原郡守) 첨추(僉樞) 아이진첨사(阿耳鎭僉使)
      - 종질부 : 배천 김씨(白川金氏)
      - 종질 : 규엽(珪燁)
      - 종질 : 형엽(炯燁)
      - 종질 : 비엽(玭燁)

  - 부: 거이(居易, 1576년 ~ ? )
    - 초배 : 충주 조씨(忠州趙氏) 호성공신(扈聖功臣) 순천(順天)의 女
    - 계배 : 안동 장씨(安東張氏)
      - 아들 : 홍엽(王+弘燁, 1638년 ~ ? ) 무급제 행훈련원봉사
      - 아들 : 숙엽(琡燁, 1645년 ~ ? ) 통덕랑
      - 아들 : 계엽(繼燁)

  - 숙부 : 거의(居毅, 1578년 ~ ? )
    - 종제 : 광후(光俊)
    - 종제 : 광영(光榮)
    - 종제 : 광현(光賢)
    - 종제 : 광민(光敏)[1]